# 한산사 (쑤저우시)

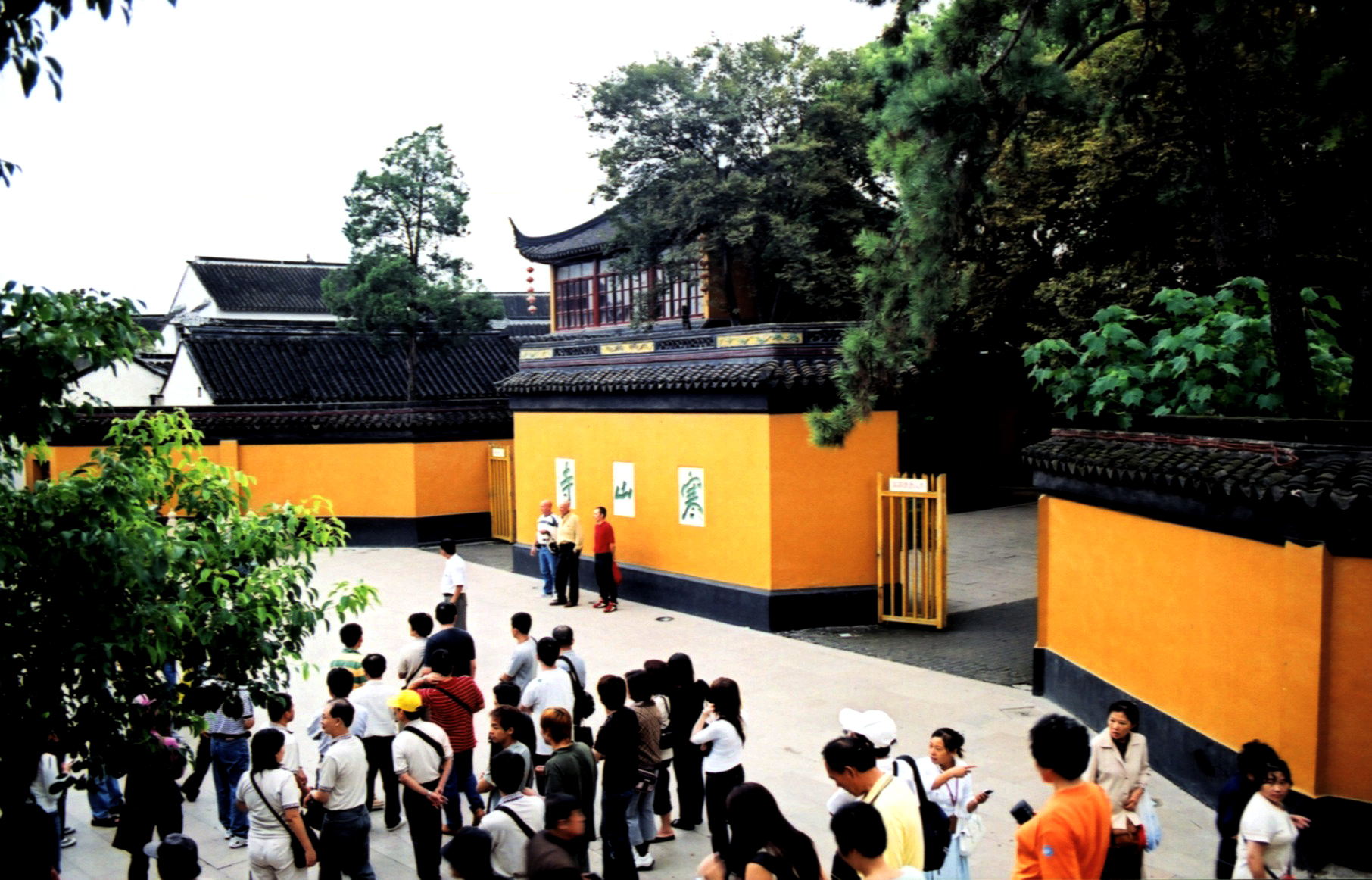
한산사

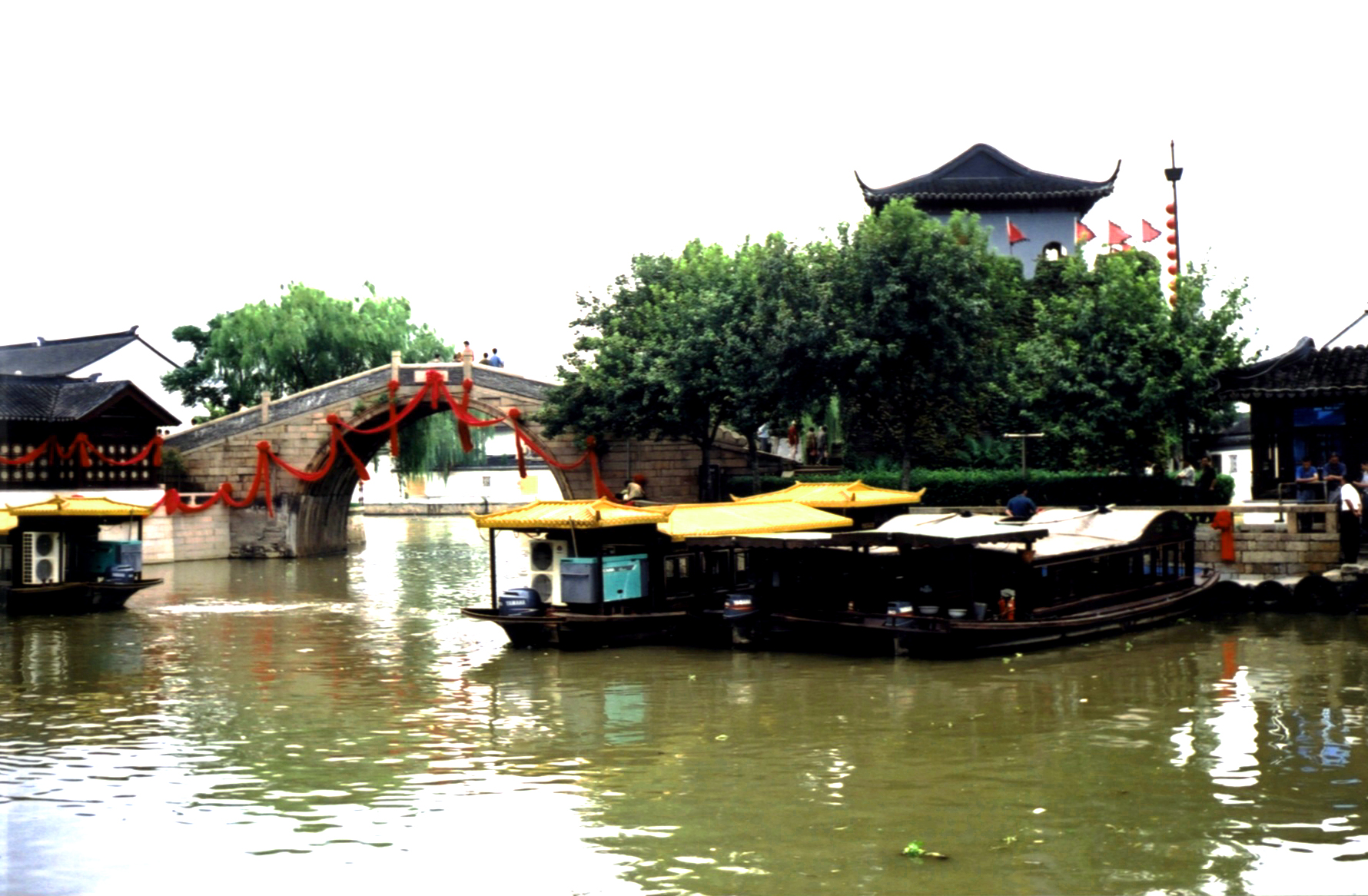
풍교의 나룻배

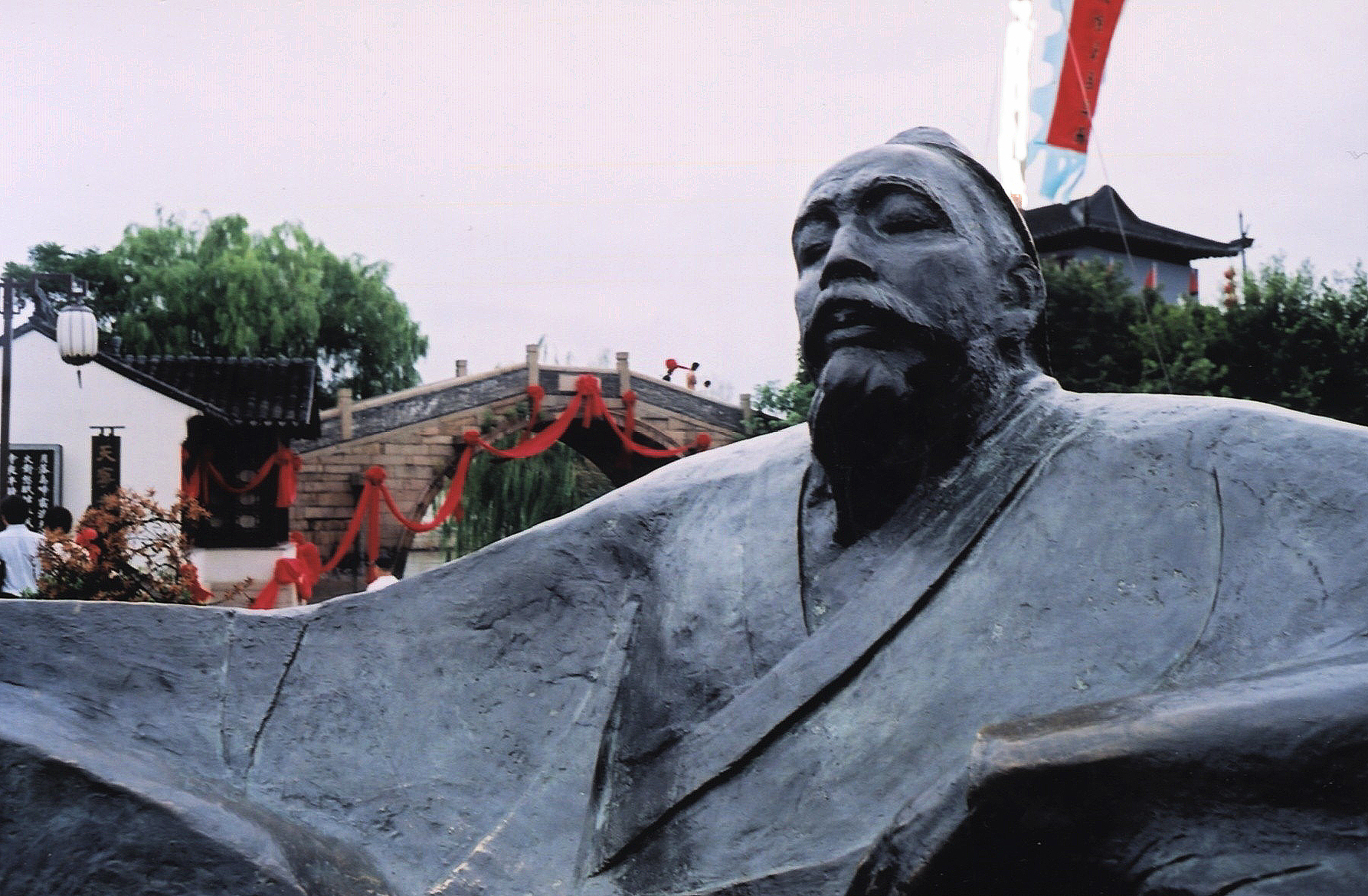
장계의 동상

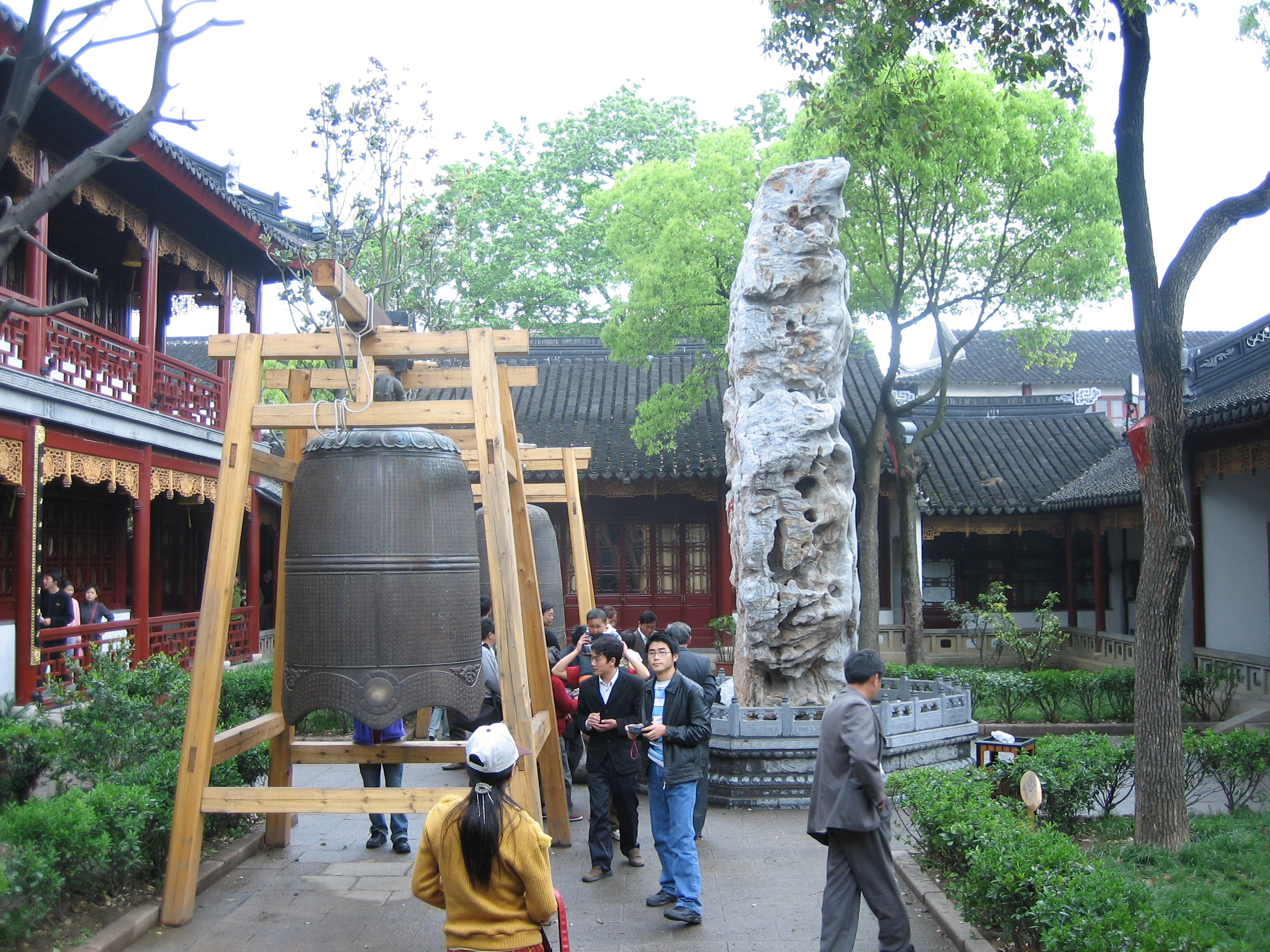
종

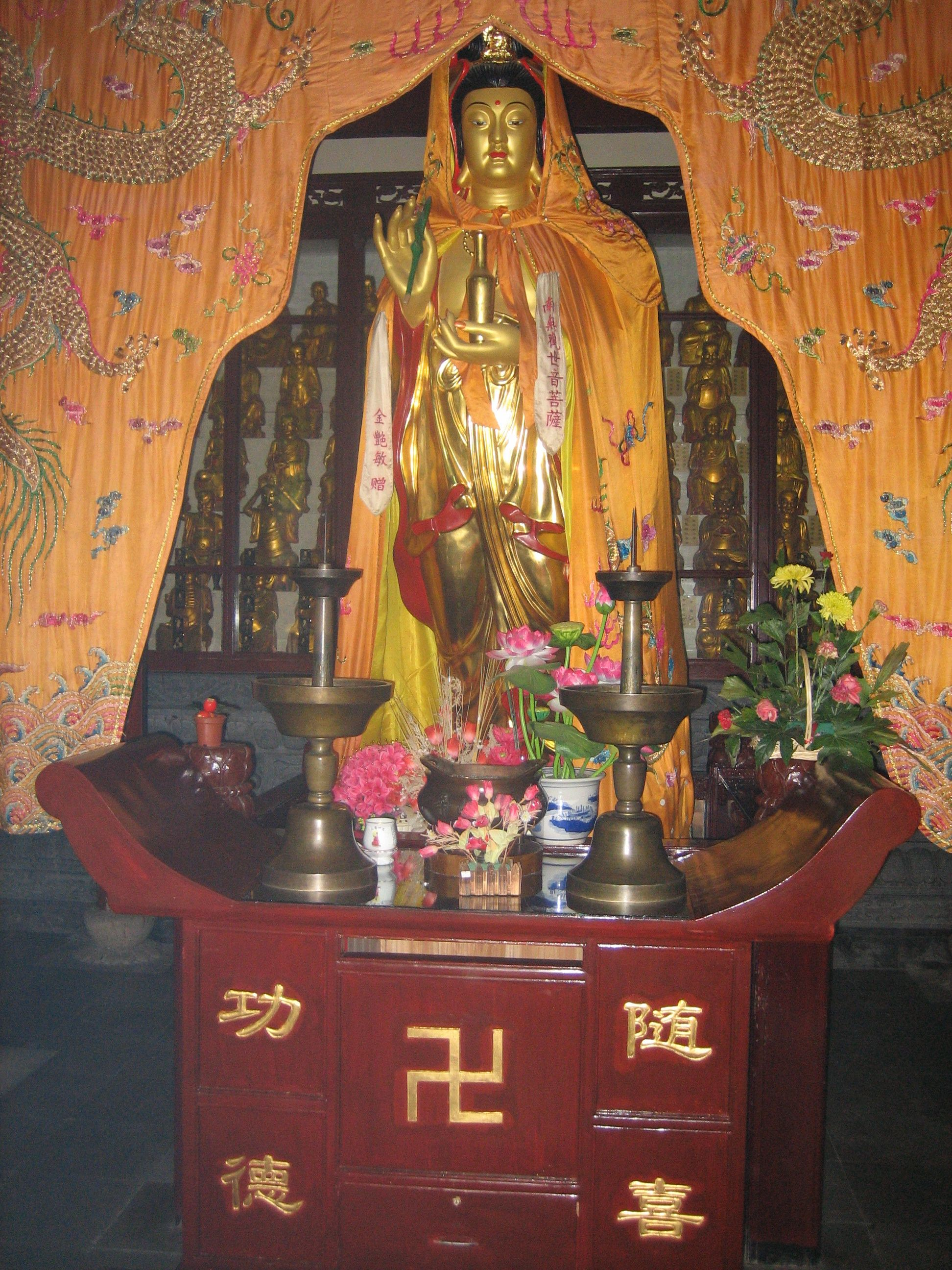
한산사의 불상

한산사(寒山寺)는 장쑤성 쑤저우 시 성 서쪽 창먼(閶門) 밖으로 5km 풍교진에 있는 임제종의 불교 사찰이다.
쑤저우의 구 시가에서 서쪽으로 약 5km, 쑤저우 역에서는 남남서로 3km에 있고, 한산, 습득 스님의 고사로 유명하다. 당나라 때의 시인 장계가 읊은 풍교야박은 기념비와 함께 널리 잘 알려져 있다.

## 연혁
한산사는 남북조 시대의 남조 양나라 천감 연간(502년 - 519년), 무제 시대에 묘리보원탑원으로 창건됐다고 한다. 한산사라고 하는 현재의 이름은 당나라 시대의 정간 연간(627년 - 649년)에 풍광 사람인 한산 스님이 이 땅에서 자리를 잡으면서부터이다.
양양 출신의 장계가 유명한 풍교 야박을 읊었던 것은 8 세기 중반 쯤의 일이다. 가람의 창건은 8세기 ~ 9 세기 에 걸친 것이고, 석두희천에 의해 진행되었다고 전한다. 전성기의 한산사의 면적은 광대하였고, 당시에는 말을 타야 절의 정문을 본다고 말해질 만큼 넓었다. 당시 북방의 여행자들은 대부분 한산사를 먼저 참배하고 나서 쑤저우 시가지에 들어갔다고 전해진다．
송나라 태평제 흥국 원년인 976년에는 절도사 손승우(孫承祐)에 의해 7층의 불탑이 지어졌고, 가우(嘉祐) 연간(1056년 - 1063년)에는 보명선원(普明禪院)이라고 이름을 고쳤다가 소흥 4년 1134년에 법선에 의해 재건되었다.
송나라 이후에는 사찰의 성격을 가졌지만, 원나라 말기 지정 26년, 1366년에 장사성과 주원장의 항쟁에 따라 전화로 소실되고 만다. 명나라 초기 홍무 2년인 1366년에 혜정에 의해 재건되었지만, 화재에 의해 다시 한번 소실되고 정통제 연간(1344~1449년)에 왕황종이 재건하고, 가정제 연간(1522~1566년)에 본적이 종을 주조하였다. 그러나 명의 만력제 46년에 다시 한번 화재가 일어나게 된다.
청나라 강희제 50년, 1711년과 함풍 10년 1860년에 태평천국의 난으로 다시 소실되었다. 현재의 한산사는 청나라 광서제 32년 1906년에 정덕전이 재건한 것이고, 남아있는 건물들은 비교적 역사가 짧다.

## 개요
서쪽의 노란 조벽이 경내의 입구이고, 중앙에 대웅보전과 주위에 종루, 종방, 나한당, 비낭을 배치하고 있다. 동쪽에는 한습전, 동쪽 끝에는 보명보탑이 있고, 동서로 가늘고 긴 경내 배치를 이루었다.
중화인민공화국 성립 후 두 번에 걸친 대 보수공사가 이루어졌다. 1982년은 장쑤성 인민정부가 장쑤 성 문물보호단위로 지정했고, 1986년에는 새로운 종이 기증되었다. 2005년에는 중량 108톤의 대종이 설치가 되었다.

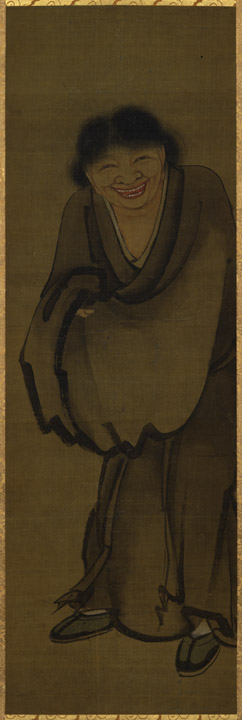
한산스님

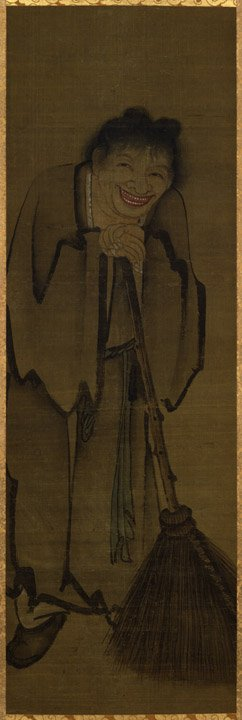
습득스님

## 인물
한산 스님과 습득스님은 모두 당나라 때 탈속적인 인물로, 모두 생년월일은 연대미상이다. 한산스님은 시풍현 서쪽 70리의 한암유굴(寒巖幽窟)에 살고 있었기 때문에, 한산이라 불렸고, 습득은 톈타이 산 국청사에 버려져서 주워서 길렀기 때문에 습득스님이라고 칭했다고 한다. 두 사람은 7대에 걸친 원수 집안에서 태어났는데, 마음을 열고 사귀어 국청사에 출입하며, 걸식으로 식량을 해결했다.
때로는 경 내에서 기성을 지르거나, 고함을 치며, 욕도하고, 노래를 부르거나 복도를 유유히 산책하거나, 하여 절의 스님들을 당황케 하였다고 한다. 비승비속의 행실을 하였지만, 불교의 현묘한 이치에는 깊게 통달하였다고 한다.
특히 한산은 시를 자주 지어서 한산자시라고 불리는 많은 시를 남겼다. 한산은 문수보살, 습득은 보현보살, 그 스승인 풍간선사를 석가여래의 재래라고도 하여, 삼성, 삼은이라고 칭한다. 한산자시를 중심으로 세 사람의 시를 모은 삼은시집이 남아있다.

## 풍교야박
송대 이후 그들을 동경한 선승과 문인에 의해 그림 서화의 주제가 되어왔다.
月落烏啼霜滿天 달은 지고 까마귀 울며 서리는 하늘 가득한데
江楓漁火對愁眠 강변의 단풍과 풍교의 고갯배 불빛에 잠 못 이루네
姑蘇城外寒山寺 고소성 저 멀리 한산사에서
夜半鐘聲到客船 깊은 밤 종소리 나그네의 배에 닿는구나

### 구양수의 비평
송의 구양수는 구는 뛰어나지만, 밤 중에 종을 치지는 않는다하여, 밤에 친 종을 둘러싸고 다양한 논쟁이 있었다. 그러나 백거이의 시에서 반야종이라는 단어가 보이는 등 밤 중에도 종이 울렸다고 읊은 한시의 예가 많다는 반론이 있었다. 당나라 때는 밤중에 시각을 알리는 종을 쳤으며, 송나라 때 그러한 제도가 없어서 논쟁이 격발한 것이다.

## 한산사의 오고(五古)
1. 古寺（寒山寺）
2. 古橋（楓橋、江村橋）
3. 古關（鐵鈴關）
4. 古鎭（楓橋古鎭）
5. 古運河（京杭大運河)